# Павсикакије Синадски
Свети Павсикакије Синадски је хришћански светитељ, монах, аскета и епископ синадске цркве у Сирији, из 6. века. 
Рођен је у граду Апамеја у Битинији, на обали Црног Мора. Рођен је у хришћанској племићкој породици. Као млад, Павсикакије је упражњаво строг пост, молитву и друге хришћанске подвиге. Откада се замонашио, у својој 25 години, хранио само са по мало хлеба и воде, а бавио се медицином. Он изгоњаше демоне из бесомучника, исцељиваше хроме, усправљаше грбаве, и чињаше друга слична чудеса.
Вести о његовим чудесним исцељењима стигле су до цариградског патријарха Киријака (592—606). Цариградски патријарх га је позвао и поставио га за епископа и постављен за бискупа у граду Синада у северној Фригији.
Као епископ залагао се за чистоту вере и хришћанског морала. По томе је постао познат широм Фригије. Због тога је позван у Цариград како би излечио цар Маврикија од тешке болести. За успешно излечење цара послата је његовој епархији награда од око 70 калемова злата.
Свети Павсикакије је умро природном смрћу 606. године.
Православна црква прославља светог Павсикакија 13. маја по јулијанском календару.